# Wild Dances
«Wild Dances» (en ucraniano: Дикі танці - Dyki tantsi, en español: Bailes salvajes) es un sencillo publicado en 2004 por la cantante ucraniana Ruslana y extraído de su álbum homónimo. La canción ganó el Festival de la Canción de Eurovisión 2004 en Estambul. El sencillo, del que existen versiones en ucraniano, inglés y bilingüe, mezcla la música tradicional de la Europa del Este con sonidos modernos, lo cual es habitual en Ruslana. En Eurovisión fue interpretada en su versión bilingüe, por lo que se convirtió en la primera ganadora interpretada parcialmente en un idioma distinto del inglés desde la instauración de la libertad de idioma en 1999.
La actuación en Eurovisión se caracterizó por una coreografía enérgica, en la que Ruslana y sus bailarines llevaban conjuntos de cuero, inspirados en la tradición étnica de Ucrania. 
El tema fue número #1 en Ucrania, Grecia y Bélgica (en este último durante diez semanas), número #8 en Suecia y entró en el TOP-50 charts del Reino Unido (#47).
La canción apareció en la emisora de radio Vladivostok FM del videojuego de 2008 Grand Theft Auto IV, cuya DJ era la propia Ruslana.

## Listas de éxitos
| Sencillo      | Lista (Versión ucraniana)     | Puesto |
| ------------- | ----------------------------- | ------ |
| «Dyki tantsi» | Ukrainian Airplay             | 1      |
| «Dyki tantsi» | Ukrainian Singles Chart       | 1      |
| Sencillo      | Lista (Versión en inglés)     | Puesto |
| «Wild Dances» | Belgian Flanders Ultra Top 50 | 1      |
| «Wild Dances» | Ukrainian Airplay             | 1      |
| «Wild Dances» | Ukrainian Singles Chart       | 1      |
| «Wild Dances» | Ukrainian UMKA Bestsellers    | 1      |
| «Wild Dances» | Greek Top 50                  | 1      |
| «Wild Dances» | Turkey Singles Chart          | 2      |
| «Wild Dances» | Russia top 20                 | 6      |
| «Wild Dances» | Swedish Top 60                | 8      |
| «Wild Dances» | European Official Top 100     | 16     |
| «Wild Dances» | Finnish Singles Chart         | 20     |
| «Wild Dances» | Swiss Singles Top 100         | 24     |
| «Wild Dances» | Belgian Wallonie Ultra Top 50 | 25     |
| «Wild Dances» | Dutch Singles Chart           | 30     |
| «Wild Dances» | Latvia Singles Chart          | 36     |
| «Wild Dances» | German Top 100                | 40     |
| «Wild Dances» | Austrian Singles Top 75       | 43     |
| «Wild Dances» | Romanian Top 100              | 44     |
| «Wild Dances» | Ireland Singles Top 50        | 44     |
| «Wild Dances» | UK Official Top 75            | 47     |